# Старий Онохой
Старий Онохой (рос. Старый Онохой) — село Заіграєвського району, Бурятії Росії. Входить до складу Сільського поселення Селище Онохой.
Населення — 862 особи (2015 рік).